# Feel It (canción de D4vd)
«Feel It» es una canción del cantautor estadounidense D4vd. Compuesta como sencillo principal para la banda sonora de la serie de televisión Invincible de Amazon Prime Video, fue lanzada el 28 de marzo de 2024, a través de Darkroom e Interscope Records. Es una canción funk en la que D4vd canta sobre estar seguro de que su interés amoroso es el adecuado para él.

## Producción y composición
D4vd era fan de la serie de Invincible antes de involucrarse con la banda sonora.Después de hacerse amigo del supervisor de musica del programa, Gabe Hifler, D4vd escribió «Feel It» en un día. Para la grabación, vieron una escena que incluía a Mark Grayson y su interés amoroso de ese momento, Amber Bennett, el enfoque de la canción era dar la sensación que los personajes la estaban escuchando, hacerlo parecer "más natural" para la audiencia.
«Feel It»  es una canción funk construida alrededor de una "línea de bajo pesada"  y "riffs de guitarra notables", descrita por Uproxx como una "melodía alegre y con ritmo". Líricamente, D4vd canta sobre una mujer con la que está seguro que quiere estar y que no quiere perder.

## Créditos y personal
- David Burke – voz, compositor
- Toomey gris – compositor, producción
- Noé Ehler – compositor, producción
- Sam Homaee – compositor, producción
- Jeff Ellis – ingeniero de mezcla, ingeniero de masterización
- Iván Handwerk – ingeniero asistente de mezcla
- Trevor Taylor – ingeniero asistente de mezcla

## Posicionamiento en las listas
| listas(2024–2025)                      | posición |
| -------------------------------------- | -------- |
| Australia (ARIA)                       | 84       |
| Canadá (Canadian Hot 100)              | 65       |
| Global 200 (Billboard)                 | 87       |
| Irlanda (IRMA)                         | 47       |
| Nueva Zelanda Hot Singles (RMNZ)       | 12       |
| Reino Unido (UK Singles Chart)         | 49       |
| Estados Unidos Billboard Hot 100       | 75       |
| Estados Unidos Pop Airplay (Billboard) | 37       |